# Scipione Rebiba
Scipione Rebiba (San Marco d'Alunzio, 3 febbraio 1504 – Roma, 23 luglio 1577) è stato un cardinale e arcivescovo cattolico italiano.
Secondo lo studioso di genealogia episcopale Charles Bransom, è uno dei più antichi vescovi del quale si conoscano con certezza i dati sulle ordinazioni episcopali: più del 98% degli oltre 5000 vescovi viventi lo pongono al vertice della propria genealogia episcopale, inclusi papa Leone XIV e tutti i suoi predecessori ininterrottamente a partire da papa Clemente XI.

## Biografia

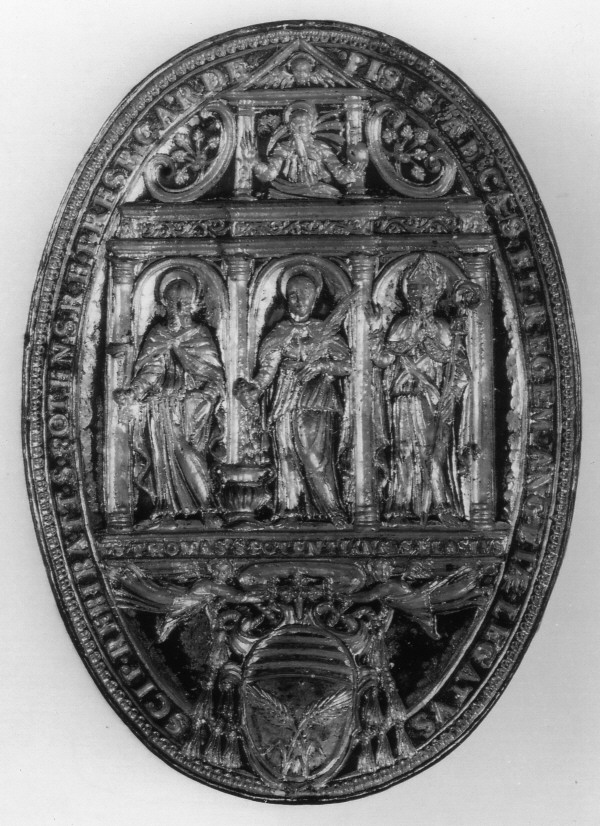
Sigillo del cardinale Scipione Rebiba (1556). L'iscrizione sul bordo è: "SCIP[IO] REBIBA T[I]T[ULI] S[ANCTAE] POTEN[TIANAE] S[ANCTAE] R[OMANAE] E[CCLESIAE] PRESBI[TER] CARDI[NALIS] PISIS AD CAES[AREM] ET REGEM ANGLIAE LEGATUS"; quella sotto le tre immagini al centro: "S. THOMAS S. POTENTIA[NA] S. BLASIUS".

Nacque a San Marco d’Alunzio, piccolo centro siciliano arroccato su una collina dei monti Nebrodi, a quel tempo facente parte dell'arcidiocesi di Messina nel Regno di Sicilia, il 3 febbraio 1504 dal nobiluomo Francesco Rebiba e da Antonia Lucia Filangieri dei conti di San Marco.
Intraprese gli studi teologici e giuridici a Palermo, addottorandosi in utroque iure a Catania. Ricevette gli ordini minori e quelli maggiori negli anni 1524-1528, mentre era arcivescovo Giovanni Carandolet, e fu insignito di un beneficio nella chiesa di Santa Maria dei Miracoli di Palermo.
In seguito, intorno agli anni 1536-1537, si trasferì a Roma, venendo a contatto con la giovane congregazione dei Chierici regolari teatini, ed entrò al servizio del cardinal Gian Pietro Carafa, vescovo di Chieti e protonotario apostolico presso la Curia romana. In rappresentanza del Carafa assunse il governo della diocesi di Chieti e da papa Paolo III, il 16 marzo 1541, fu nominato vescovo titolare di Amiclae e vicario generale della chiesa teatina.
Per una singolare circostanza il Rebiba si colloca all'origine della linea ascendente della successione apostolica della maggioranza dei vescovi della Chiesa cattolica. Coloro che hanno inteso ricostruire le genealogie episcopali dei romani pontefici e dei vescovi si sono tutti arrestati al Rebiba, oltre il quale, ad oggi, non è possibile risalire.
Il 27 luglio 1551 gli fu affidato dal cardinale Gian Pietro Carafa il governo della diocesi di Napoli come suo vicario e il 12 ottobre dello stesso anno venne nominato vescovo di Mottola.
Il 23 maggio 1555 il cardinale Carafa fu eletto papa con il nome di Paolo IV e il 5 luglio 1555 richiamò il vescovo Rebiba da Napoli, nominandolo governatore di Roma. Il pontefice lo elevò alla dignità cardinalizia nel concistoro del 20 dicembre 1555. Gli fu inizialmente assegnato il titolo cardinalizio di Santa Pudenziana. Il 13 aprile 1556 fu nominato anche arcivescovo di Pisa e legato pontificio presso l'imperatore Carlo V e il re di Spagna Filippo II.
Morto Paolo IV nel 1559, fu eletto papa il cardinale Medici con il nome di Pio IV: per il cardinale Rebiba iniziò un periodo turbolento e triste, che durò per tutto il pontificato di Pio IV. Fu coinvolto infatti dalle azioni del nuovo pontefice dirette contro parenti e collaboratori del suo predecessore, che videro la condanna a morte di Carlo Carafa e di Giovanni Carafa. Lo stesso Scipione Rebiba venne accusato e imprigionato a Castel Sant'Angelo per circa un anno; trovato innocente, fu rilasciato nel 1562, venendo reintegrato nel S. Uffizio. Nel 1564 subì tuttavia la nuova epurazione ordinata da Pio IV diretta contro i cardinali nominati da Paolo IV. Dal 12 gennaio 1565 al 13 gennaio 1567 rivestì la carica di cardinale camerlengo e l'8 dicembre 1565 fu nominato patriarca di Costantinopoli. 
Morto Pio IV, il 7 gennaio 1566 fu eletto papa, con il nome di Pio V, Michele Ghislieri, fraterno amico di Rebiba. Il nuovo papa lo reintegrò in ogni incarico e gli attribuì i titoli cardinalizi di Sant'Anastasia e Sant'Angelo in Pescheria (1566), titolo che mantenne fino al 1570, quando optò per quello di Santa Maria in Trastevere. Nel 1573 passò all'ordine dei vescovi e alla sede suburbicaria di Albano, e un anno dopo a quella di Sabina. Fu anche vescovo di Troia e Patriarca latino di Costantinopoli. Papa Gregorio XIII l'8 aprile 1573 lo nominò Inquisitore Maggiore della Chiesa.
Morì a Roma il 23 luglio 1577, all'età di 73 anni. Fu sepolto nella chiesa di San Silvestro al Quirinale, dov'è ben visibile la tomba e l'epitaffio composto dal nipote vescovo Prospero Rebiba.

## Conclavi
Il cardinale Scipione Rebiba partecipò a tre conclavi:
- 1559, che elesse papa Pio IV
- 1565/1566, che elesse papa Pio V
- 1572, che elesse papa Gregorio XIII

## Successione apostolica
La successione apostolica è:
- Cardinale Giulio Antonio Santori (1566)
- Vescovo Tiberio Carafa (1566)
- Vescovo Francesco Rusticucci (1566)
- Cardinale Arcangelo de' Bianchi, O.P. (1566)
- Vescovo Egidio Valenti, O.S.A. (1566)
- Vescovo Carlo Carafa (1567)
- Vescovo Marco Landi (1567)
- Vescovo Umberto Locati, O.P. (1568)
- Vescovo Gonzalo Herrera Olivares (1568)
- Cardinale Paolo Burali d'Arezzo, C.R. (1568)
- Vescovo Organtino Scaroli (1569)
- Vescovo Gregorio della Croce, O.P. (1569)
- Vescovo Cesare Ferrante (1569)
- Vescovo Eustachio Locatelli, O.P. (1569)
- Cardinale Giovanni Aldobrandini (1569)
- Vescovo Vincenzo Ercolani, O.P. (1570)
- Vescovo Donato Stampa (1570)
- Vescovo Aurelio Griani, O.F.M. (1570)
- Vescovo Giandomenico Rebiba (1570)
- Vescovo Maurice MacBrien (1571)
- Vescovo Vincenzo Donzelli, O.P. (1571)
- Vescovo Pietro Cancellieri (1571)
- Vescovo Cornelio Firmano (1574)